# 캐나다의 역사 (1763년~1867년)

영국령 캐나다(영어: British Canada)는 1763년의 파리 조약 이후 프랑스가 지배하고 있던 캐나다 지역이 대영제국의 속령이 된 국가이다.

## 영국령 캐나다의 발전
영·프의 식민지 전쟁 결과 1763년의 파리 조약으로 케이프브렌턴섬·노바스코샤·캐나다·미시시피강 동쪽의 프랑스 영토는 모두 영국 영토가 되었다. 독립전쟁중에는 충성파의 망명지가 되었고, 영국인은 전부터 내려오던 프랑스의 영주제도(領主制度)에 대한 반대운동을 일으켰다. 1791년의 헌법조례에 따라서 오타와강 동쪽의 상부 캐나다와, 오타와강 서쪽의 하부 캐나다로 나누어 전자를 프랑스인 거주지로, 후자를 영국인 거주지로 했다. 미·영전쟁 때 미국의 침입에 대항하여 캐나다의 영국인은 프랑스인과 단결했으나 그 후 이민의 증가로 국교도(國敎徒) 지배에 대한 비국교도의 불만이 높아져서 또다시 영국·프랑스 양국인의 항쟁·내란이 일어났다. 이의 진압에 참여했던 영국 더럼백(伯)의 보고서에 따라 양자의 융합과 공평한 대의제 자치제도에 의한 상하 캐나다의 합병이 1741년 실현되고 영국 식민지로서의 기초가 굳어졌다

## 비국교도의 반란
1774년 영국 정부는 퀘벡 조례에 따라 프랑스인의 구교에 대한 신앙을 인정하여 프랑스 거류민에게 관대한 정책을 실시했다. 그러나 독립혁명중 미국에서 이주하여 온 충성파는 구교의 신앙을 인정한 퀘벡 조례에 반대했다. 이렇게 해서 종교적으로나 경제적으로나 프랑스인과 영국인의 반목은 해소되지 않았으며, 19세기가 되자 이민의 증가에 따라 국교도의 귀족적 과두지배에 대한 하부 캐나다의 프랑스인과 상부 캐나다의 비국교도가 대립하였다. 이 종교적 대립에 경제적 불황까지 겹쳐 1837년에는 각지에서 반란이 일어났던 것이다.

## 상·하 캐나다의 병합
1791년의 헌법 조례에 따라 오타와강 동쪽의 하부 캐나다와 서쪽의 상부 캐나다로 갈라져, 전자는 프랑스인 거주지, 후자는 영국인 거주지가 되었다. 그 후 하부 캐나다는 상부 캐나다에 점차 동화되는 듯했으나 상부 캐나다의 인구가 급격히 증가되는 반면, 양 지역은 경제적으로나 종교적으로 대립함으로써 1837년 마침내 반란으로 확대되었다. 1838년, 더럼백(伯)의 보고서에 따라 프랑스인에 대해서는 종교를 제외하고 영국적 여러 제도에 따르게 하는 관대한 융합정책에 의해 통일정부를 만들었고, 1841년에는 상·하 캐나다가 병합되었다. 양 지역은 동수(同數)의 대의원에 의한 신(新)의회도 성립시켰다.

## 같이 보기
- 캐나다의 역사